# Aegus myrmidon
Aegus myrmidon is een keversoort uit de familie vliegende herten (Lucanidae). De wetenschappelijke naam van de soort is voor het eerst geldig gepubliceerd in 1856 door Thomson.